# Pozorny nadmiar mineralokortykoidów
Pozorny nadmiar mineralokortykoidów (ang. Apparent Mineralocorticoid Excess, AME) – jednogenowa choroba genetyczna spowodowana mutacją genu HSD11B2 kodującego enzym dehydrogenazę 11β-hydroksysteroidową typu 2 (w skrócie: 11-βHSD2). Enzym ten przekształca kortyzol w nieaktywny kortyzon, dzięki temu jest chronione pobudzenie receptora mineralokortykoidowego przez kortyzol.
Choroba jest dziedziczona w sposób autosomalny recesywny i objawia się w młodym wieku nadciśnieniem tętniczym.